# Alain Gagnon (compositeur)
Pour les articles homonymes, voir Alain Gagnon (homonymie) et Gagnon.
Alain Gagnon (22 mai 1938 à Trois-Pistoles au Québec - 26 mars 2017 dans la ville de Québec au Québec) était un compositeur et professeur de musique québécois,.
Ses compositions ont été interprétées par des ensembles partout au Canada.

## Jeunesse et l'éducation
Alain Gagnon a étudié le piano dès son plus jeune âge. En 1951, à l'âge de 13 ans, il a commencé à suivre des cours de musique au Séminaire de Rimouski avec le père Philippe-Antoine Lavoie avec qui il a étudié jusqu'en 1958. En 1960, il est entré au Conservatoire de musique de Québec à Québec où il a étudié l'orgue avec Henri Gagnon.
Après le décès d'Henri Gagnon en 1961, Alain a poursuivi ses études musicales à l'Université Laval où il a étudié la composition avec Roger Matton. Il a obtenu un baccalauréat en musique à Laval en 1963 et une maîtrise en composition en 1964. Il a reçu la médaille du gouverneur général en 1963 et une médaille du gouvernement français en 1964. Il a poursuivi ses études en privé auprès de Jocelyne Binet en 1964-1965.
En 1965, il a remporté le Prix d'Europe et a reçu des bourses du Conseil des Arts du Canada et du ministère de l'Éducation du Québec.
Ces bourses lui ont permis de poursuivre des études supérieures en France à l'École normale de musique de Paris avec Henri Dutilleux et à l'École César-Franck avec Olivier Alain en 1965-1966. Il a étudié pendant une courte période à l'Institut de sonologie d'Utrecht en 1966 et en 1967 au Conservatoire de musique de Genève avec André-François Marescotti.

## Carrière
Alain Gagnon s'est joint à la faculté de musique de l'Université Laval en 1967 où il a enseigné la théorie musicale, l'analyse musicale et la composition musicale pendant plus de 40 ans.
Il a rejoint la Ligue canadienne des compositeurs et a été associé au Centre de musique canadienne.
L'Orchestre symphonique de Québec lui a commandé son Prélude et l'a créé en 1969 sous la direction de Pierre Dervaux.
En 1980, il a composé Pastourelle, sa première composition pour orgue. Une composition pour piano, Jeux dans l'espace : poème, opus 27 a été publiée un an plus tard.
En 1998, une de ses œuvres intitulée Chansons d'Orient a été créée par le chœur de chambre Cantori de New York.